# دادستانی ایالات متحده در ناحیه جنوبی نیویورک

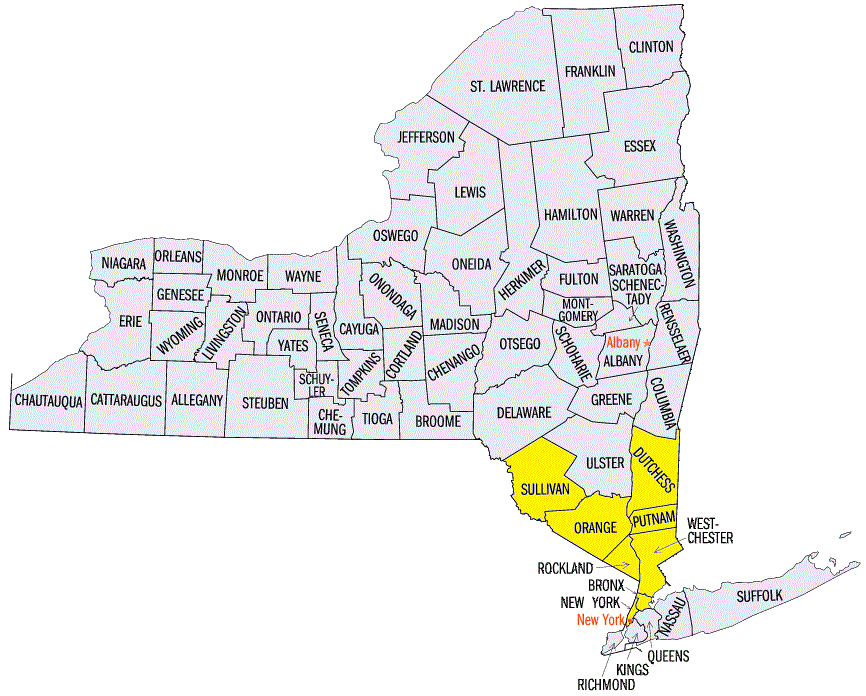
حوزه بخش‌های جنوبی نیویورک، ایالات متحده.

دادستانی ایالات متحده در ناحیه جنوبی نیویورک (انگلیسی: United States Attorney for the Southern District of New York) افسر ارشد اجرایی فدرال در هشت بخش نیویورک شامل: نیویورک (منهتن)، برانکس، وستچستر، پوتنام، راکلند، اورنج، داچس و سولیوان می‌باشد. پریت بارارا که در سال ۲۰۰۹ توسط باراک اوباما به سمت دادستان ایالات متحده آمریکا منصوب شده بود بعد از شروع دوره ریاست جمهوری دونالد ترامپ استعفا داد اما استعفایش رد شد تا اینکه توسط دونالد ترامپ در ۱۱ مارس ۲۰۱۷ اخراج شد. بارارا این پست را از لو ال. داسین دریافت کرد. لو ال. داسین بعد از مایکل جی. گارسیا دادستان شد. مایکل جی. گارسیا توسط رئیس‌جمهور جرج دابلیو بوش در سال ۲۰۰۵ به این سمت منصوب شده بود اما در دسامبر ۲۰۰۸ برای پیوستن به شرکت کرکلند و الیس از دادستانی کناره‌گیری کرد. دادستان کنونی جون اچ. کیم است که در ۱۱ مارس ۲۰۱۷ شروع به کار کرد. دادگاه منطقه‌ای ایالات متحده در منطقه جنوبی نیویورک صلاحیت قضاوت در مورد تمام پرونده‌های دادستانی ایالات متحده را دارد.
نیویورک تایمز دفتر این دادستانی را «یکی از قدرتمندترین باشگاه‌های شهر نیویورک» نامیده‌است. ده‌ها تن از وکلای مدافع سابق ایالات متحده که در آنجا مشغول به کار بودند، در حرفه‌های برجسته خصوصی و در سطح فدرال قرار دارند.